# Mikołaj Jastrzębski
Mikołaj Jastrzębski herbu Zaremba Ястржембский, Николай Феликсович, (ur. 10 lipca 1808 w Borysowszczyźnie, zm. w 1874 w Mohylewie) – polski inżynier komunikacji, pułkownik, profesor w Instytucie Korpusu Inżynierów Komunikacji w Petersburgu, wykładowca Instytutu Technologicznego w Petersburgu, specjalista w dziedzinie wytrzymałości materiałów, mechaniki budowli i budowy mostów.

## Życie
Uzyskał wykształcenie domowe, a następnie studiował matematykę na Uniwersytecie Wileńskim (1826-1830). Po ich ukończeniu uzupełniał studia w Instytucie Korpusu Inżynierów Komunikacji w Petersburgu (1830-1832). Studia w Instytucie zakończył w 1832 r. jako prymus ze stopniem inżyniera porucznika i pozostał na uczelni początkowo jako repetytor w zakresie mechaniki stosowanej oraz budownictwa i wytrzymałości materiałów. Od 1834 interesował się budową mostów żelaznych, w szczególności wiszących. Był współautorem wydanej przez uczelni Собрание рисунков в сфере строительного мастерства. Wraz ze Stanisławem Kierbedziem (1810–1899) zorganizował  laboratorium mechaniczne IKIK (1835). W 1837 r. został zastępcą profesora budownictwa lądowego i wodnego oraz mechaniki praktycznej. Poza pracą w Instytucie wykładał na innych uczelniach Petersburga: matematykę oraz budowę maszyn w Szkole Inżynierów Cywilnych, mechanikę w Instytucie Górniczym i II Korpusie Kadeckim. Od 1844 był profesorem IKIK, a w latach 1844–1848 wykładał także mechanikę i budowę maszyn w Instytucie Technologicznym w Petersburgu. W 1843 r. został sekretarzem Konferencji Instytutu Korpusu Inżynierów Komunikacji.
W tym okresie prowadził szeroką działalność naukową, Od 1835 współpracował z czasopismem "Журнал Главного управления путей сообщения и публичных зданий" w którym zamieszczał liczne artykuły i tłumaczenia z języka francuskiego (zob. niżej). Za pierwszy rosyjski podręcznik z mechaniki Курс практической механики, otrzymał w 1839 r. Nagrodę Demidowską Petersburskiej Akademii Nauk. Z kolei za pracę Начальные основания общей и прикладной механики, otrzymał od cara Mikołaja I nagrodę w wysokości 2 tys. rubli.
W latach 1848–1857 naczelnik Oddziału Dróg Bitych w XI Okręgu Komunikacji w Mohylewie, a następnie inspektor i członek Ogólnego Zebrania Zarządu tego okręgu (1857-1863). W 1862 r. został stałym członkiem kostromskiej gubernialnej Komisji Budowlanej i Drogowej. W tym czasie został awansowany do stopnia pułkownika. Kierował budową szos, kijowskiej z Dowska do Mohylewa i z Mohylewa do Bobrujska, oraz przebudową zapory ziemnej w Bobrujsku. Ponadto zaprojektował mosty przez Dźwinę w Witebsku i przez Dniepr w Mohylewie. W 1863 r. przeszedł na emeryturę i osiadł w Mohylewie, gdzie kierował zbudowanym przez siebie młynem. Spisał wówczas pamiętniki Записки инженера, które pozostały w rękopisie. Oprócz techniki interesował się literaturą, zwłaszcza twórczością Nikołaja Gogola. Pochowany na cmentarzu katolickim w Mohylewie (mogiła zachowała się).

### Prace Mikołaja Jastrzębskiego
książki:
- Курс практической механики  t. 1–2, Санкт-Петербург 1837–1838,
- Начальные основания общей и прикладной механики  t. 1–2, Санкт-Петербург 1846,
- Главные основы двойной бухгалтерии, Санкт-Петербург 1875

artykuły w "Журнал Главного управления путей сообщения и публичных зданий"
- Описание динамометрического нажима, употребляемого для изменения количества действия, принимаемого круговращающимися частями машин, 1836,
- Общая теория движения машин, 1838,
- Выводы из опытов над трением, произведенных Мореном, 1839
- [tłumaczenie z j, francuskiego] Записка о чугунных шлюзных воротах, устроенных на Бокерском канале в Южной Франции инженером Эмилем Мартеном, 1837
- [tłumaczenie z j, francuskiego] О начертании вериальных выкружий в шлюзах, 1837
- О построении мостовых арок из чугуна. 1840
- О висячих мостах, 1840
- [tłumaczenie z j, francuskiego] Формулы, служащие для решения разного рода вопросов из гидравлики Сен-Гилема, 1840

## Życie prywatne
Urodził się w rodzinie ziemiańskiej, syn sędziego mierniczego w pow. rzeczyckim w gub. mińskiej Feliksa i Joanny z Kruszewskich. Jego kuzynem był związany z kołem Pietraszewskiego - Jan Ferdynand Jastrzębski (1814–1886), Był dwukrotnie żonaty: pierwszy raz z Marią z Sawickich, drugi raz z Klarą z domu Serwiróg. Miał czterech synów z drugiego małżeństwa: inżyniera i dyrektora na Kolei Południowo-Zachodniej - Włodzimierza (1843-po 1884), ziemianina, właściciela rodowej Borysowszczyzny -  Konstantego (1845–1919), inżyniera i dyrektora Kolei Rybińsko-Bołogojskiej i Towarzystwa Kolei Konnej w Petersburgu - Stanisława (1846–1919)  oraz studenta medycyny Michała (1859–1882).